# Koppe no
Koppe no es una especie de arañas araneomorfas de la familia Liocranidae.

## Distribución geográfica
Es endémica del centro de Célebes (Indonesia).